# Список вице-президентов США

Печать вице-президента США

Вице-президент США (англ. Vice President of the United States) — второе по важности после президента должностное лицо в системе исполнительной ветви федерального правительства США. Первым вице-президентом был Джон Адамс, действующим вице-президентом является Джей Ди Вэнс. За всю историю эту должность занимали 50 человек.
Вице-президент не имеет много полномочий, основная конституционная функция вице-президента заключается в том, что он сменяет президента США в случае его кончины, отставки или отрешения от должности. Восемь вице-президентов заняли высший пост вследствие смерти предшественников и один из-за отставки. Кроме того, вице-президент является формальным главой Сената. Требования к кандидатам в вице-президенты такие же, как и к кандидатам в президенты США.
Клинтон и Кэлхун были двумя вице-президентами, занимавшими этот пост при разных президентах (Клинтон — при Джефферсоне и Мэдисоне, Кэлхун — при Джоне К. Адамсе и Джексоне). Семеро вице-президентов умерли в должности (все своей смертью, последний из них — Шерман в 1912 году), двое ушли в отставку (Кэлхун и Агню), девять стали президентами в результате отставки или смерти президента (Тайлер, Филлмор, Э. Джонсон, Артур, Т. Рузвельт, Кулидж, Трумэн, Л. Джонсон и Форд, причём Рузвельт, Кулидж, Трумэн и Л. Джонсон переизбирались). Четверо действующих вице-президента были избраны президентами (Адамс, Джефферсон, Ван Бюрен и Буш-старший), ещё двое — Никсон и Байден — были избраны президентами по прошествии нескольких лет после окончания вице-президентства (Никсон через восемь, Байден через четыре).
До принятия Двадцать пятой поправки к Конституции США в 1967 году освободившаяся должность вице-президента не могла быть занята до наступления следующей инаугурации после выборов. Эта поправка позволила заполнять вакантное место путём его назначения президентом и утверждения обеими палатами Конгресса США. В 1973 году Джеральд Форд был назначен Ричардом Никсоном на пост вице-президента США после отставки Спиро Агню. 27 ноября Форд был утверждён Сенатом, 6 декабря — Палатой представителей США, после чего вступил в должность. Менее чем через год, 9 августа 1974 года, Форд вступил в должность президента США, когда в отставку подал уже сам Никсон в связи с расследованием по делу Уотергейта. Таким образом, Форд стал единственным президентом США, который получил пост как президента, так и вице-президента не в порядке всенародного избрания. Поправка также установила процедуру, в соответствии с которой вице-президент, в случае временной утраты президентом возможности исполнять полномочия, может временно принять на себя обязанности главы Белого дома в качестве исполняющего обязанности президента США. Три вице-президента в течение непродолжительного времени исполняли обязанности президента США в соответствии с 25-й поправкой: Джордж Буш — старший (13 июля 1985 года), Дик Чейни (29 июня 2002 и 21 июля 2007 года) и Камала Харрис (19 ноября 2021 года).
Во время Гражданской войны с 1861 по 1865 год существовала должность вице-президента Конфедеративных Штатов Америки, когда южные штаты объявили о своей независимости и вышли из состава США. Первым и единственным вице-президентом КША был Александр Стивенс, избранный вместе с президентом КША Джефферсоном Дэвисом 6 ноября 1861 года.

## Список вице-президентов
Партии
 Федералистская партия
 Демократическо-республиканская партия
 Демократическая партия
 Партия вигов
 Республиканская партия
| №  | Вице-президент                                                     | Вице-президент                                                     | Годы вице-президентства          | Президент                      | Штат           | Прим.                       |
| -- | ------------------------------------------------------------------ | ------------------------------------------------------------------ | -------------------------------- | ------------------------------ | -------------- | --------------------------- |
| 1  |                                                                    | Джон Адамс (John Adams) 1735—1826                                  | 21 апреля 1789 — 4 марта 1797    | Джордж Вашингтон               | Массачусетс    | [ 2 ] [ 3 ]                 |
| 2  |                                                                    | Томас Джефферсон (Thomas Jefferson) 1743—1826                      | 4 марта 1797 — 4 марта 1801      | Джон Адамс                     | Виргиния       | [ 4 ] [ 5 ]                 |
| 3  |                                                                    | Аарон Бёрр (Aaron Burr) 1756—1836                                  | 4 марта 1801 — 4 марта 1805      | Томас Джефферсон               | Нью-Йорк       | [ 6 ] [ 7 ]                 |
| 4  |                                                                    | Джордж Клинтон (George Clinton) 1739—1812                          | 4 марта 1805 — 4 марта 1809      | Томас Джефферсон               | Нью-Йорк       | [ 8 ] [ 9 ]                 |
| 4  | 4 марта 1809 — 20 апреля 1812                                      | Джордж Клинтон (George Clinton) 1739—1812                          | Джеймс Мэдисон                   |                                | Нью-Йорк       | [ 8 ] [ 9 ]                 |
| 1  | Пост вакантен из-за смерти вице-президента                         | Пост вакантен из-за смерти вице-президента                         | Джеймс Мэдисон                   | 20 апреля 1812 — 4 марта 1813  |                |                             |
| 5  |                                                                    | Элбридж Герри (Elbridge Gerry) 1744—1814                           | Джеймс Мэдисон                   | 4 марта 1813 — 23 ноября 1814  | Массачусетс    | [ 10 ] [ 11 ]               |
| 2  | Пост вакантен из-за смерти вице-президента                         | Пост вакантен из-за смерти вице-президента                         | Джеймс Мэдисон                   | 23 ноября 1814 — 4 марта 1817  |                |                             |
| 6  |                                                                    | Дэниел Томпкинс (Daniel D. Tompkins) 1774—1825                     | 4 марта 1817 — 4 марта 1825      | Джеймс Монро                   | Нью-Йорк       | [ 12 ] [ 13 ]               |
| 7  |                                                                    | Джон Кэлхун (John C. Calhoun) 1782—1850                            | 4 марта 1825 — 4 марта 1829      | Джон Куинси Адамс              | Южная Каролина | [ 14 ] [ 15 ]               |
| 7  | 4 марта 1829 — 28 декабря 1832                                     | Джон Кэлхун (John C. Calhoun) 1782—1850                            | Эндрю Джексон                    |                                | Южная Каролина | [ 14 ] [ 15 ]               |
| 3  | Пост вакантен из-за отставки вице-президента                       | Пост вакантен из-за отставки вице-президента                       | Эндрю Джексон                    | 28 декабря 1832 — 4 марта 1833 |                |                             |
| 8  |                                                                    | Мартин Ван Бюрен (Martin Van Buren) 1782—1862                      | Эндрю Джексон                    | 4 марта 1833 — 4 марта 1837    | Нью-Йорк       | [ 16 ] [ 17 ]               |
| 9  |                                                                    | Ричард Джонсон (Richard Mentor Johnson) 1780—1850                  | 4 марта 1837 — 4 марта 1841      | Мартин Ван Бюрен               | Кентукки       | [ 18 ] [ 19 ]               |
| 10 |                                                                    | Джон Тайлер (John Tyler) 1790—1862                                 | 4 марта 1841 — 4 апреля 1841     | Уильям Генри Гаррисон          | Виргиния       | [ 20 ] [ 21 ]               |
| 4  | Пост вакантен вследствие занятия вице-президентом поста президента | Пост вакантен вследствие занятия вице-президентом поста президента | 4 апреля 1841 — 4 марта 1845     | Джон Тайлер                    |                |                             |
| 11 |                                                                    | Джордж Даллас (George M. Dallas) 1792—1864                         | 4 марта 1845 — 4 марта 1849      | Джеймс Нокс Полк               | Пенсильвания   | [ 22 ] [ 23 ]               |
| 12 |                                                                    | Миллард Филлмор (Millard Fillmore) 1800—1874                       | 4 марта 1849 — 9 июля 1850       | Закари Тейлор                  | Нью-Йорк       | [ 24 ] [ 25 ]               |
| 5  | Пост вакантен вследствие занятия вице-президентом поста президента | Пост вакантен вследствие занятия вице-президентом поста президента | 9 июля 1850 — 4 марта 1853       | Миллард Филлмор                |                |                             |
| 13 |                                                                    | Уильям Кинг (William R. King) 1786—1853                            | 4 марта 1853 — 18 апреля 1853    | Франклин Пирс                  | Алабама        | [ 26 ] [ 27 ]               |
| 6  | Пост вакантен из-за смерти вице-президента                         | Пост вакантен из-за смерти вице-президента                         | 18 апреля 1853 — 4 марта 1857    | Франклин Пирс                  |                |                             |
| 14 |                                                                    | Джон Брекинридж (John C. Breckinridge) 1821—1875                   | 4 марта 1857 — 4 марта 1861      | Джеймс Бьюкенен                | Кентукки       | [ 28 ] [ 29 ]               |
| 15 |                                                                    | Ганнибал Гэмлин (Hannibal Hamlin) 1809—1891                        | 4 марта 1861 — 4 марта 1865      | Авраам Линкольн                | Мэн            | [ 30 ] [ 31 ]               |
| 16 |                                                                    | Эндрю Джонсон (Andrew Johnson) 1808—1875                           | 4 марта 1865 — 15 апреля 1865    | Авраам Линкольн                | Теннесси       | [ 32 ] [ 33 ]               |
| 7  | Пост вакантен вследствие занятия вице-президентом поста президента | Пост вакантен вследствие занятия вице-президентом поста президента | 15 апреля 1865 — 4 марта 1869    | Эндрю Джонсон                  |                |                             |
| 17 |                                                                    | Шайлер Колфакс (Schuyler Colfax) 1823—1885                         | 4 марта 1869 — 4 марта 1873      | Улисс Грант                    | Индиана        | [ 34 ] [ 35 ]               |
| 18 |                                                                    | Генри Уилсон (Henry Wilson) 1812—1875                              | 4 марта 1873 — 22 ноября 1875    | Улисс Грант                    | Массачусетс    | [ 36 ] [ 37 ]               |
| 8  | Пост вакантен из-за смерти вице-президента                         | Пост вакантен из-за смерти вице-президента                         | 22 ноября 1875 — 4 марта 1877    | Улисс Грант                    |                |                             |
| 19 |                                                                    | Уильям Уилер (William A. Wheeler) 1819—1887                        | 4 марта 1877 — 4 марта 1881      | Ратерфорд Бёрчард Хейс         | Нью-Йорк       | [ 38 ] [ 39 ]               |
| 20 |                                                                    | Честер Артур (Chester A. Arthur) 1829—1886                         | 4 марта 1881 — 19 сентября 1881  | Джеймс Гарфилд                 | Нью-Йорк       | [ 40 ] [ 41 ]               |
| 9  | Пост вакантен вследствие занятия вице-президентом поста президента | Пост вакантен вследствие занятия вице-президентом поста президента | 19 сентября 1881 — 4 марта 1885  | Честер Алан Артур              |                |                             |
| 21 |                                                                    | Томас Хендрикс (Thomas A. Hendricks) 1819—1885                     | 4 марта 1885 — 25 ноября 1885    | Гровер Кливленд                | Индиана        | [ 42 ] [ 43 ]               |
| 10 | Пост вакантен из-за смерти вице-президента                         | Пост вакантен из-за смерти вице-президента                         | 25 ноября 1885 — 4 марта 1889    | Гровер Кливленд                |                |                             |
| 22 |                                                                    | Леви Мортон (Levi P. Morton) 1824—1920                             | 4 марта 1889 — 4 марта 1893      | Бенджамин Гаррисон             | Нью-Йорк       | [ 44 ] [ 45 ]               |
| 23 |                                                                    | Эдлай Стивенсон (Adlai Stevenson) 1835—1914                        | 4 марта 1893 — 4 марта 1897      | Гровер Кливленд                | Иллинойс       | [ 46 ] [ 47 ]               |
| 24 |                                                                    | Гаррет Хобарт (Garret A. Hobart) 1844—1899                         | 4 марта 1897- 21 ноября 1899     | Уильям Мак-Кинли               | Нью-Джерси     | [ 48 ] [ 49 ]               |
| 11 | Пост вакантен из-за смерти вице-президента                         | Пост вакантен из-за смерти вице-президента                         | 21 ноября 1899 — 4 марта 1901    | Уильям Мак-Кинли               |                |                             |
| 25 |                                                                    | Теодор Рузвельт (Theodore Roosevelt) 1858—1919                     | 4 марта 1901 — 14 сентября 1901  | Уильям Мак-Кинли               | Нью-Йорк       | [ 50 ]                      |
| 12 | Пост вакантен вследствие занятия вице-президентом поста президента | Пост вакантен вследствие занятия вице-президентом поста президента | 14 сентября 1901 — 4 марта 1905  | Теодор Рузвельт                |                |                             |
| 26 |                                                                    | Чарлз Фэрбенкс (Charles W. Fairbanks) 1852—1918                    | 4 марта 1905 — 4 марта 1909      | Теодор Рузвельт                | Индиана        | [ 51 ] [ 52 ]               |
| 27 |                                                                    | Джеймс Шерман (James S. Sherman) 1855—1912                         | 4 марта 1909 — 30 октября 1912   | Уильям Говард Тафт             | Нью-Йорк       | [ 53 ] [ 54 ]               |
| 13 | Пост вакантен из-за смерти вице-президента                         | Пост вакантен из-за смерти вице-президента                         | 30 октября 1912 — 4 марта 1913   | Уильям Говард Тафт             |                |                             |
| 28 |                                                                    | Томас Маршалл (Thomas R. Marshall) 1854—1925                       | 4 марта 1913 — 4 марта 1921      | Томас Вудро Вильсон            | Индиана        | [ 55 ] [ 56 ]               |
| 29 |                                                                    | Калвин Кулидж (Calvin Coolidge) 1872—1933                          | 4 марта 1921 — 2 августа 1923    | Уоррен Гардинг                 | Массачусетс    | [ 57 ] [ 58 ]               |
| 14 | Пост вакантен вследствие занятия вице-президентом поста президента | Пост вакантен вследствие занятия вице-президентом поста президента | 2 августа 1923 — 4 марта 1925    | Калвин Кулидж                  |                |                             |
| 30 |                                                                    | Чарлз Дауэс (Charles G. Dawes) 1865—1951                           | 4 марта 1925 — 4 марта 1929      | Калвин Кулидж                  | Иллинойс       | [ 59 ] [ 60 ]               |
| 31 |                                                                    | Чарлз Кёртис (Charles Curtis) 1860—1936                            | 4 марта 1929 — 4 марта 1933      | Герберт Кларк Гувер            | Канзас         | [ 61 ] [ 62 ]               |
| 32 |                                                                    | Джон Гарнер (John Nance Garner) 1868—1967                          | 4 марта 1933 — 20 января 1941    | Франклин Делано Рузвельт       | Техас          | [ 63 ] [ 64 ]               |
| 33 |                                                                    | Генри Уоллес (Henry A. Wallace) 1888—1965                          | 20 января 1941 — 20 января 1945  | Франклин Делано Рузвельт       | Айова          | [ 65 ] [ 66 ]               |
| 34 |                                                                    | Гарри Трумэн (Harry S. Truman) 1884—1972                           | 20 января 1945 — 12 апреля 1945  | Франклин Делано Рузвельт       | Миссури        | [ 67 ] [ 68 ]               |
| 15 | Пост вакантен вследствие занятия вице-президентом поста президента | Пост вакантен вследствие занятия вице-президентом поста президента | 12 апреля 1945 — 20 января 1949  | Гарри Трумэн                   |                |                             |
| 35 |                                                                    | Олбен Баркли (Alben W. Barkley) 1877—1956                          | 20 января 1949 — 20 января 1953  | Гарри Трумэн                   | Кентукки       | [ 69 ] [ 70 ]               |
| 36 |                                                                    | Ричард Никсон (Richard Nixon) 1913—1994                            | 20 января 1953 — 20 января 1961  | Дуайт Дэвид Эйзенхауэр         | Калифорния     | [ 71 ] [ 72 ]               |
| 37 |                                                                    | Линдон Джонсон (Lyndon B. Johnson) 1908—1973                       | 20 января 1961 — 22 ноября 1963  | Джон Фицджеральд Кеннеди       | Техас          | [ 73 ] [ 74 ]               |
| 16 | Пост вакантен вследствие занятия вице-президентом поста президента | Пост вакантен вследствие занятия вице-президентом поста президента | 22 ноября 1963 — 20 января 1965  | Линдон Джонсон                 |                |                             |
| 38 |                                                                    | Хьюберт Хамфри (Hubert Humphrey) 1911—1978                         | 20 января 1965 — 20 января 1969  | Линдон Джонсон                 | Миннесота      | [ 75 ] [ 76 ]               |
| 39 |                                                                    | Спиро Агню (Spiro Agnew) 1918—1996                                 | 20 января 1969 — 10 октября 1973 | Ричард Милхауз Никсон          | Мэриленд       | [ 77 ] [ 78 ]               |
| 17 | Пост вакантен из-за отставки вице-президента                       | Пост вакантен из-за отставки вице-президента                       | 10 октября — 6 декабря 1973      | Ричард Милхауз Никсон          |                |                             |
| 40 |                                                                    | Джеральд Форд (Gerald Ford) 1913—2006                              | 6 декабря 1973 — 9 августа 1974  | Ричард Милхауз Никсон          | Мичиган        | [ 79 ] [ 80 ]               |
| 18 | Пост вакантен вследствие занятия вице-президентом поста президента | Пост вакантен вследствие занятия вице-президентом поста президента | 9 августа — 19 декабря 1974      | Джеральд Форд                  |                |                             |
| 41 |                                                                    | Нельсон Рокфеллер (Nelson Rockefeller) 1908—1979                   | 19 декабря 1974 — 20 января 1977 | Джеральд Форд                  | Нью-Йорк       | [ 81 ] [ 82 ]               |
| 42 |                                                                    | Уолтер Мондейл (Walter Mondale) 1928—2021                          | 20 января 1977 — 20 января 1981  | Джимми Картер                  | Миннесота      | [ 83 ] [ 84 ]               |
| 43 |                                                                    | Джордж Буш — старший (George H. W. Bush) 1924—2018                 | 20 января 1981 — 20 января 1989  | Рональд Рейган                 | Техас          | [ 85 ] [ 86 ] [ 87 ]        |
| 44 |                                                                    | Дэн Куэйл (Dan Quayle) р. 1947                                     | 20 января 1989 — 20 января 1993  | Джордж Буш — старший           | Индиана        | [ 88 ] [ 89 ]               |
| 45 |                                                                    | Эл Гор (Al Gore) р. 1948                                           | 20 января 1993 — 20 января 2001  | Билл Клинтон                   | Теннесси       | [ 90 ] [ 91 ]               |
| 46 |                                                                    | Дик Чейни (Dick Cheney) р. 1941                                    | 20 января 2001 — 20 января 2009  | Джордж Буш — младший           | Вайоминг       | [ 92 ] [ 93 ] [ 94 ] [ 95 ] |
| 47 |                                                                    | Джо Байден (Joe Biden) р. 1942                                     | 20 января 2009 — 20 января 2017  | Барак Обама                    | Делавэр        | [ 96 ]                      |
| 48 |                                                                    | Майк Пенс (Mike Pence) р. 1959                                     | 20 января 2017 — 20 января 2021  | Дональд Трамп                  | Индиана        | [ 97 ]                      |
| 49 |                                                                    | Камала Харрис (Kamala Harris) р. 1964                              | 20 января 2021 — 20 января 2025  | Джо Байден                     | Калифорния     | [ 98 ]                      |
| 50 |                                                                    | Джей Ди Вэнс (JD Vance) р. 1984                                    | с 20 января 2025                 | Дональд Трамп                  | Огайо          | [ 99 ]                      |

## Ныне живущие вице-президенты
По состоянию на июль 2025 года живы семеро американских экс-вице-президентов:

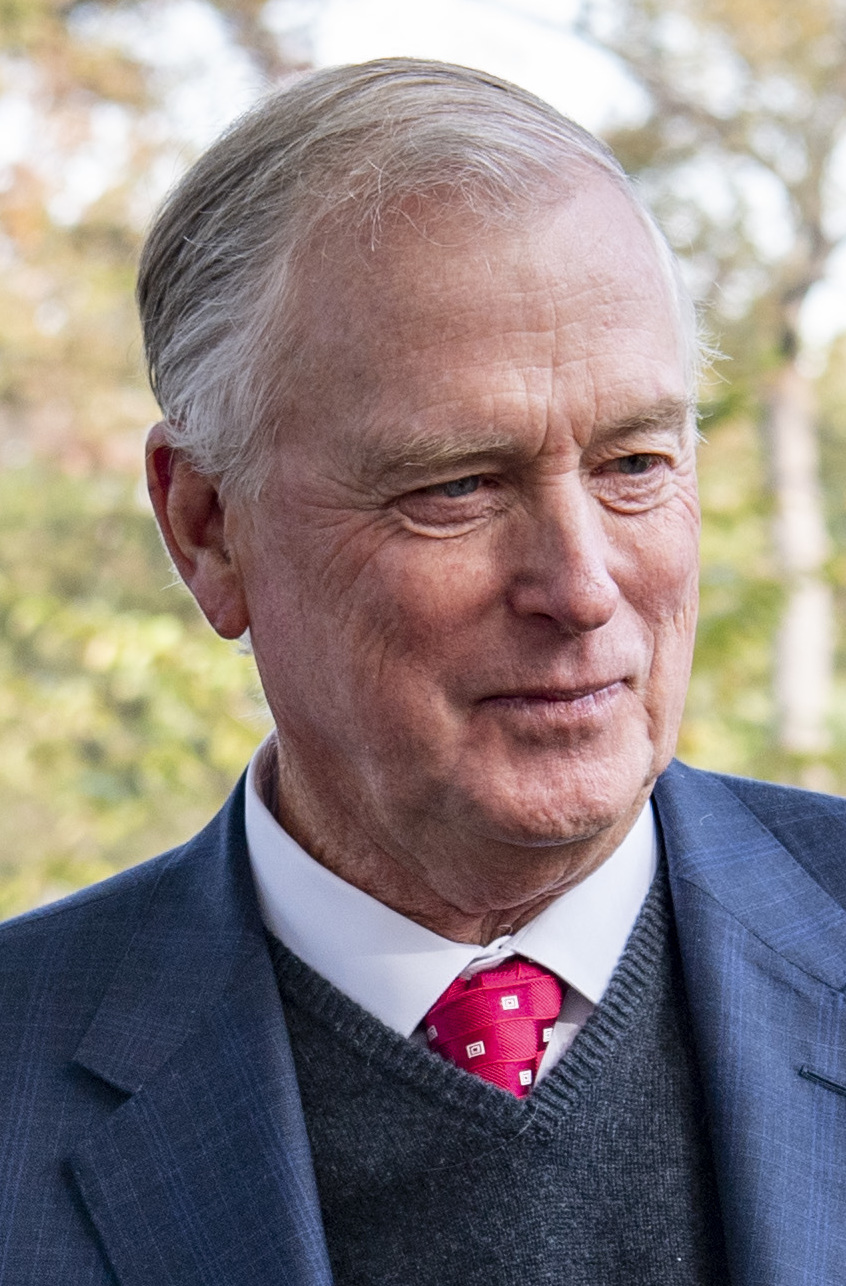
Дэн Куэйл (1989 – 1993) 4 февраля 1947 (78 лет)
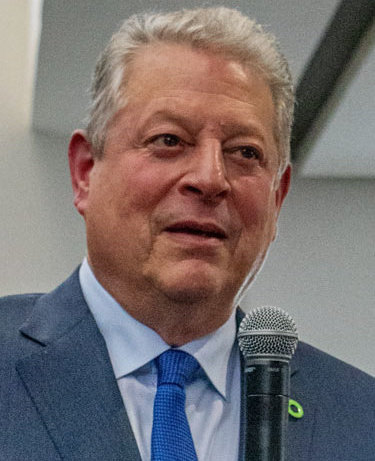
Эл Гор (1993 – 2001) 31 марта 1948 (77 лет)
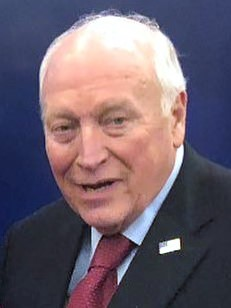
Дик Чейни (2001 – 2009) 30 января 1941 (84 года)
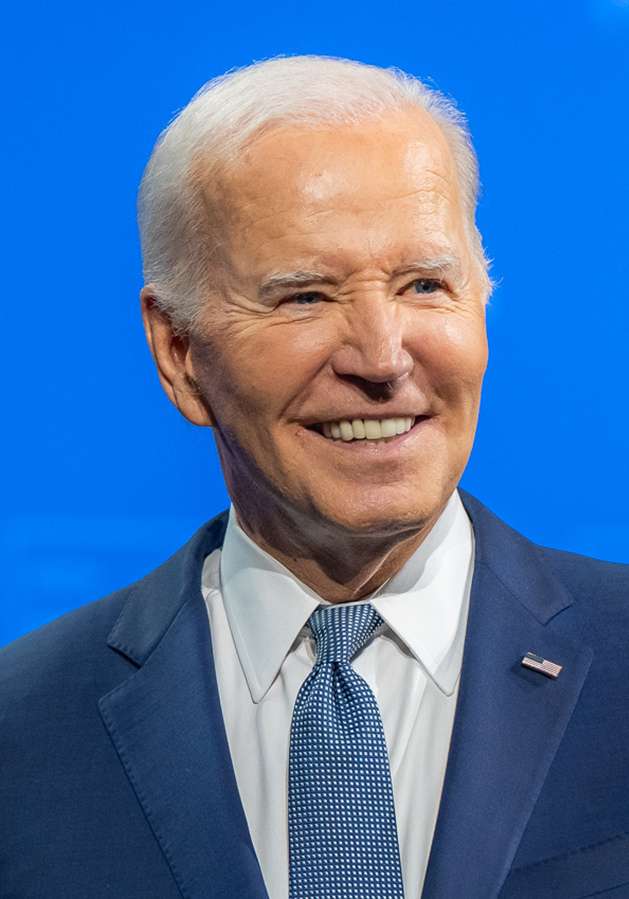
Джо Байден (2009 – 2017) 20 ноября 1942 (82 года)
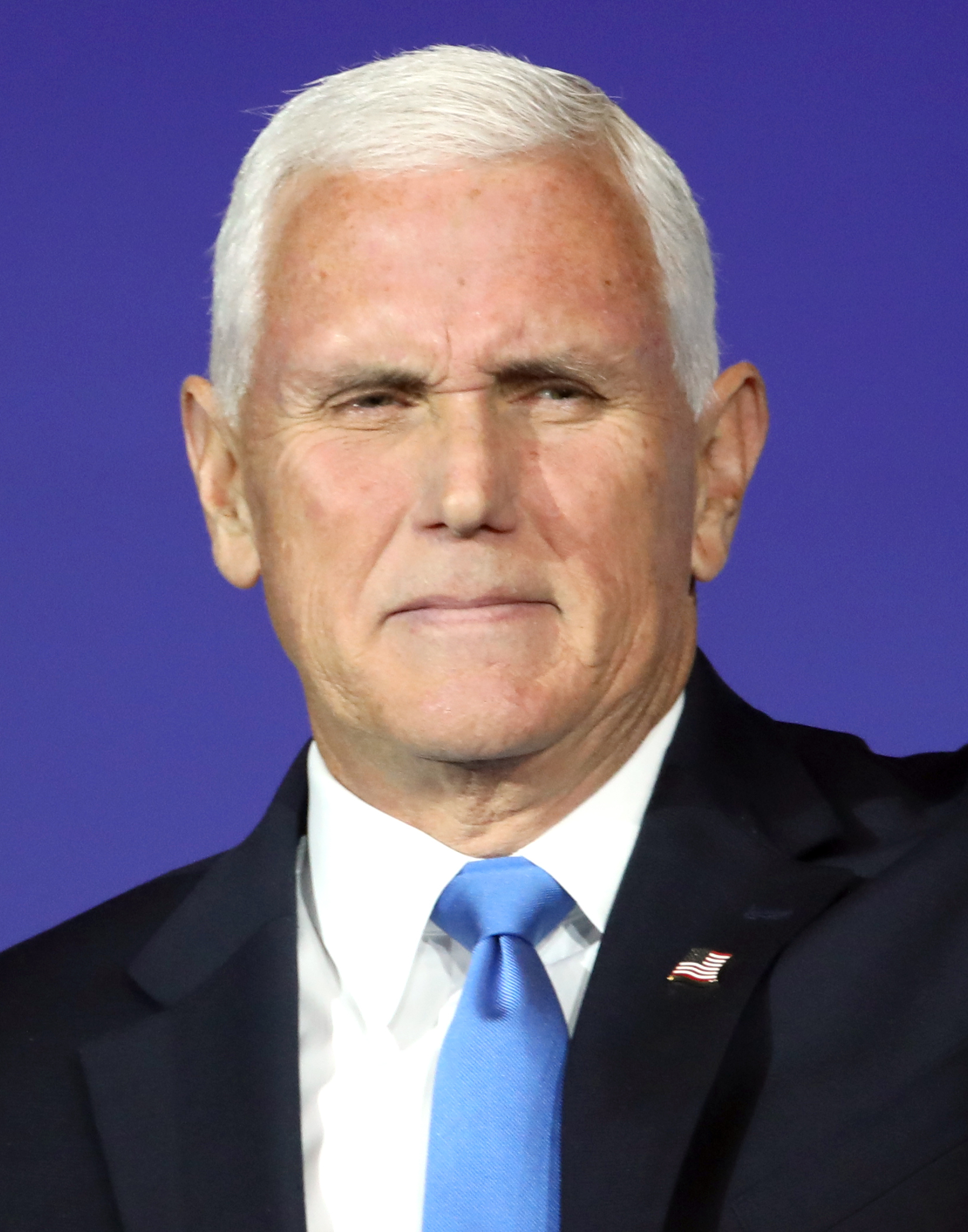
Майк Пенс (2017 – 2021) 7 июня 1959 (66 лет)
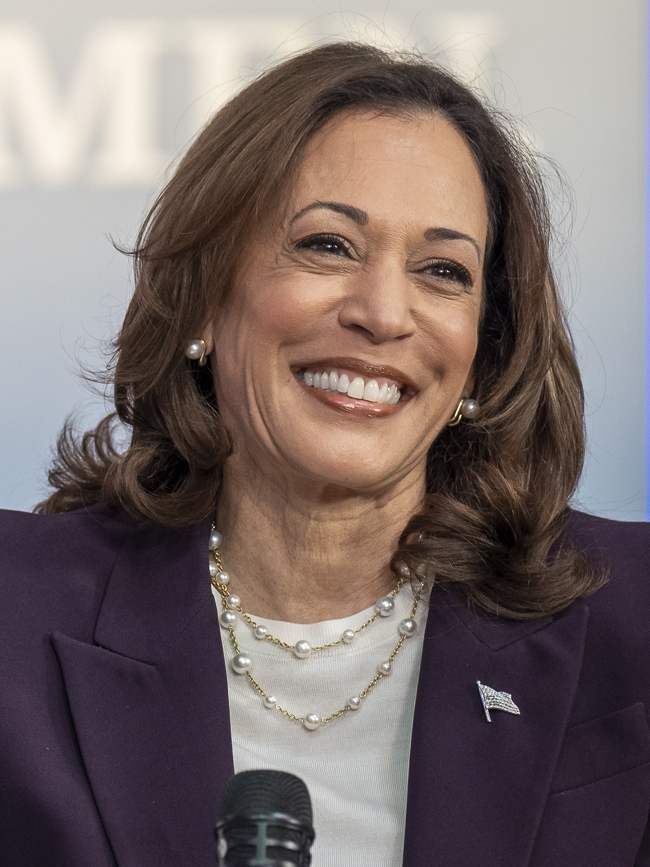
Камала Харрис (2021 – 2025) 20 октября 1964 (60 лет)

## Комментарии
1. ↑  Перед президентскими выборами Чейни изменил свою регистрацию из Техаса обратно на Вайоминг, откуда он был избран в Палату представителей, для того, чтобы избежать нарушения Двенадцатой поправки: кандидат в президенты Джордж Буш также был из Техаса.